# Куймино
Куймино — деревня в составе Темпового сельского поселения Талдомского района Московской области. Население — 6 чел. (2010).

Расположена в семи километрах к юго-западу от Талдома на правом берегу реки Дубны, у впадения в неё реки Куйминки, рядом с деревнями Большое Страшево, и на левом берегу Дубны Юдино, Малое Страшево и Пановка.
Находится около трассы Р112. С райцентром есть регулярное автобусное сообщение.
Из истории Талдомского района известно:
До 1764 года принадлежала Воскресенскому девичью, что в Кремле, монастырю. В 1781 году казенная деревня в 12 дворов, 68 жителей, в 1851 году — 18 дворов, 135 жителей, в 1859 году 25 дворов, 77 жителей мужского пола, 87 женского.
До муниципальной реформы 2006 года входила в Юдинский сельский округ.

## Население
Изменение численности населения по данным переписей и ежегодных оценок:
| год  | 1781 | 1851 | 1859 | 2006 | 2010 |
| ---- | ---- | ---- | ---- | ---- | ---- |
| чел. | 68   | ▲135 | ▲164 | ▼3   | ▲6   |

| 1859 | 1888 | 1926 | 2002 | 2006 | 2010 |
| ---- | ---- | ---- | ---- | ---- | ---- |
| 164  | ↗190 | ↗222 | ↘3   | →3   | ↗6   |